# Anders Wilhelmson (journalist)
Anders Fritiof Wilhelmson, född 7 september 1929 i Sollefteå, död 5 augusti 2018 i Stockholm, var en svensk journalist. 
Efter studentexamen 1949 arbetade han på Eskilstuna-Kuriren (1951–1957), Stockholms-Tidningen (1957), Expressen (1957–1963) och från 1963 vid Sveriges Radio. Han var 1969–1977 redaktionschef och 1978–1994 riksredaktionschef för Ekoredaktionen. Han tog initiativ till telefonväkteri med partiledarna i studion, ett tidigare okänt koncept.
Han gifte sig 1953 med journalisten Karin Nordh. De fick tre barn. Makarna är gravsatta i minneslunden på Katarina kyrkogård i Stockholm.